# Green Camp
Green Camp é uma vila localizada no estado norte-americano de Ohio, no Condado de Marion.

## Demografia
Segundo o censo norte-americano de 2000, a sua população era de 342 habitantes.
Em 2006, foi estimada uma população de 319, um decréscimo de 23 (-6.7%).

## Geografia
De acordo com o United States Census Bureau tem uma área de
0,9 km², dos quais 0,9 km² cobertos por terra e 0,0 km² cobertos por água.

## Localidades na vizinhança
O diagrama seguinte representa as localidades num raio de 16 km ao redor de Green Camp.